# Нобелівська премія з фізики
Но́белівська пре́мія з фі́зики (швед. Nobelpriset i fysik) — вища нагорода за наукові досягнення з фізики, яку щорічно присуджує Шведська королівська академія наук у Стокгольмі.
Премія є однією з п'яти, заснованих відповідно до заповіту шведського хіміка Альфреда Нобеля (помер в 1896 році) від 1895 року, які присуджують за видатні досягнення в хімії, фізиці, літературі, фізіології або медицині та за внесок у встановлення миру.
Перша Нобелівська премія з фізики була присуджена Вільгельму Рентгену «на знак визнання надзвичайно важливих заслуг перед наукою, що виявилися у відкритті променів, названих згодом на його честь». Кожен лауреат отримує медаль, диплом та грошову винагороду, сума якої змінюється протягом років. Нагороду присуджують у Стокгольмі на щорічній церемонії 10 грудня — в річницю смерті Нобеля.
За період з 1901 до 2024 року Нобелівську премію з фізики отримали 226 вчених.

## Історія
У заповіті Альфред Нобель написав, що бажає використати свій спадок для винагородження тих, хто приносить "найбільшу користь людству" у галузі фізики, хімії, миру, фізіології чи медицини та літератури. Хоча Нобель написав кілька заповітів за життя, останній був написаний за рік до смерті і був підписаний у шведсько-норвезькому клубі в Парижі 27 листопада 1895 року. Нобель заповів 94% своїх загальних активів, 31 мільйон шведських крон (198 мільйонів доларів США, 176 млн. євро в 2016 році), щоб надати п'ять Нобелівських премій. Через скептицизм до цієї волі, премію було затверджено Стортингом (парламентом Норвегії) лише 26 квітня 1897 року. Виконавцями його заповіту були Рагнар Солман та Рудольф Лілжеквіст, які створили фундацію Нобеля для управляння фінансами та адмініструванням Нобелівських премій.
Члени Норвезького Нобелівського комітету, які мали вручити премію миру, були призначені незабаром після затвердження заповіту. Наступні організації, що нагороджували: Каролінський інститут 7 червня, Шведська академія 9 червня та Шведська Королівська  академія наук 11 червня. Тоді Нобелівська фундація визначила, яким чином варто присуджувати Нобелівську премію. 1900 року новостворені статути Нобелівської фундації були оприлюднені королем Оскаром II. Згідно із заповітом Альфреда, Королівська шведська академія наук повинна була присудити премію з фізики.